# Balocha pallida
Balocha pallida är en insektsart som beskrevs av Maldonado-capriles 1961. Balocha pallida ingår i släktet Balocha och familjen dvärgstritar. Inga underarter finns listade i Catalogue of Life.